# 天主教弗朗斯維爾教區
天主教弗朗斯維爾教區（拉丁語：Dioecesis Francopolitana in Gabone）是加蓬一個羅馬天主教教區，屬利伯維爾總教區。
教區於1974年10月5日成立，管轄上奧果韋省和奧果韋-洛洛省，2006年時有教友83,162人（佔轄區總人口29.0%）、十二個堂區和廿二名司鐸。教區主教現時出缺。